# Tiefenbach bei Kaindorf
Tiefenbach bei Kaindorf là một đô thị thuộc huyện Hartberg thuộc bang Steiermark, nước Áo. Đô thị Tiefenbach bei Kaindorf có diện tích 8,39 km², dân số thời điểm cuối năm 2005 là 688 người.